# Список пам'яток історії та культури Києва (С—Я)
В статті наведений перелік пам'яток історії та культури в місті Київ, які включені до третьої частини книги «Київ» Зводу пам'яток історії та культури України, що була видана у 2011 році.
Інші частини: частина 1 (А—Л) (1999), частина 2 (М—С) (2004).
Умовні позначення типу пам'ятки:
- а — археологічна
- А — архітектурна
- і — історична
- М — монументального мистецтва
- мб — містобудівна

## Частина 3, С—Я
| Номер    | Пам'ятка | Тип пам'ятки   | Дата будівництва                                                        | Пам'ятка історії, де … | Примітки               |
| -------- | --- | -------------- | ----------------------------------------------------------------------- | --- | ---------------------- |
| 489      | Свято-Успенська Києво-Печерська лавра, вул. Січневого повстання, 21—25 | а, А, і, М     | XI—XX ст.                                                               | |                        |
|          | Див: Список пам'яток Києво-Печерської лаври |                |                                                                         | |                        |
| 490      | Святошин (дачне селище) | А, і, мб       | Кін. XIX — поч. XX ст.                                                  | |                        |
| 490.1    | Адміністративний будинок, вул. Львівська, 8/6 | А              | Кін. 1930-х рр.                                                         | |                        |
| 490.2    | Будинок громадського призначення, вул. Верховинна, 13 | А              | 1937—1938                                                               | |                        |
| 490.3    | Дача, вул. Львівська, 18 | А              | 1905—1908                                                               | |                        |
| 490.4    | Дача, вул. Львівська, 34 | А              | Поч. XX ст.                                                             | |                        |
| 490.5    | Дача, вул. І. Крамського, 10 | А, і           | Поч. XX ст.                                                             | містилася школа Українського штабу партизанського руху |                        |
| 490.6    | Дача, вул. Львівська, 80 | А, і           | 1905—1908                                                               | проживав Дьяков І. М. |                        |
| 490.7    | Залізнична станція, вул. Святошинська, 15-а | А              | 1901                                                                    | |                        |
| 490.8    | Інтернат для іспанських дітей, вул. Львівська, 25 | А              | 2-а пол. 1930-х рр.                                                     | |                        |
| 490.9    | Садиба, вул. Львівська, 15 | А              | Кін. XIX — поч. XX ст.                                                  | | Зруйнована у 2008 році |
| 490.10   | Садиба, просп. Перемоги, 130 — вул. Краснова, 3 | А              | Кін. XIX — поч. XX ст.                                                  | |                        |
| 490.11   | Садиба Бахарєва І. К., вул. Львівська, 3 | А              | Кін. XIX — поч. XX ст.                                                  | |                        |
| 490.12   | Шкільний будинок, вул. Ф. Пушиної, 54 | А              | 1938                                                                    | |                        |
| 491      | Синагога Баришпольського І. Я., просп. Голосіївський, 22 | А              | 1870—1920-і рр.                                                         | |                        |
| 492      | Синагога Галицького єврейського товариства, вул. Жилянська, 97 | А              | 1909—1910                                                               | |                        |
| 493      | Синагога Київської юдейської громади, вул. Щекавицька, 29 | А              | 1894—1895, 2001—2003                                                    | |                        |
| 494      | Синагога хоральна (синагога Бродського), вул. Шота Руставелі, 13 | А, і           | 1897—1898                                                               | |                        |
| 495      | Сільськогосподарська академія (Національний аграрний університет), вулиці Героїв оборони, Генерала Родимцева, Блакитного, Бурмистренка, Васильківська                                                                                                  | А, і           | 1920—90-і рр.                                                           | |                        |
| 495.1    | Будинок Київського агрохімічного інституту, вул. Героїв оборони, 17 | А, і           | 1931                                                                    | працювали відомі вчені |                        |
| 495.2    | Будинок Київського зоотехнічного інституту, вул. Героїв оборони, 15 | А, і           | 1931                                                                    | працювали відомі вчені, містилися штаби винищувального батальйону, 284-ї стрілецької дивізії |                        |
| 495.3    | Будинок клініки Київського ветеринарного інституту, вул. Васильківська, 17 | А, і           | 1930—1931                                                               | |                        |
| 495.4    | Будинок лісоінженерного факультету КСГІ (Українського лісотехнічного інституту), вул. Генерала Родимцева, 19 | А, і           | 1925—1927, 1946—1950                                                    | працювали відомі вчені |                        |
| 495.5    | Будинок факультетів КСГІ (Київського інституту механізації та електрифікації сільського господарства та інших вузів), вул. Героїв оборони, 13 | А, і           | 1929                                                                    | працювали відомі вчені |                        |
| 495.6    | Водонапірна башта, вул. Генерала Родимцева, 11 | А              | 1955                                                                    | |                        |
| 495.7    | Гуртожиток № 1, вул. Генерала Родимцева, 3 | А              | 1938, 1951—55                                                           | |                        |
| 495.8    | Гуртожиток № 4, вул. Бурмистренка, 4 | А              | Кін. 1940-х рр.                                                         | |                        |
| 495.9    | Гуртожитки № 2 і № 3, вул. Блакитного, 4, 10 | А              | 1929—1930                                                               | |                        |
| 495.10   | Житловий будинок викладачів і службовців, вул. Генерала Родимцева, 21 | А              | 1928                                                                    | |                        |
| 495.11   | Меморіал радянським воїнам, викладачам і студентам, загиблим під час Великої Вітчизняної війни 1941—45 рр., вул. Героїв оборони, 17 | А, М           | 1979                                                                    | |                        |
| 495.12   | Навчальний корпус, вул. Героїв оборони, № 12-а | і              | 1964                                                                    | працювали відомі вчені |                        |
| 495.13   | Навчально-технічна майстерня з ремонту сільськогосподарських машин КСГІ, вул. Героїв оборони, 14 | А, і           | 1939—1940                                                               | працював Крамаров В. С. |                        |
| 495.14   | Окоп, вул. Генерала Родимцева, 19 | і              | 1941                                                                    | |                        |
| 495.15   | Пам'ятне місце бою Цибульова О. І. | і              | 1941                                                                    | |                        |
| 496      | Січневого повстання вулиця (тепер вулиці Івана Мазепи і Лаврська) | А, і, М, мб    | XI—XX ст.                                                               | |                        |
| 496.1    | Житловий будинок № 4/6 | А              | 1938                                                                    | |                        |
| 496.2    | Житловий будинок № 12 | А              | кін. 19 ст.                                                             | |                        |
| 496.3    | Житловий будинок № 17 | А              | 1937                                                                    | |                        |
| 496.4    | Житловий будинок № 46 | і              | 1959                                                                    | проживав Гончар І. М. |                        |
| 496.5    | Житловий будинок № 26 | і              | 1960                                                                    | проживав Солов'яненко А. Б. |                        |
| 496.6    | Житловий будинок працівників Червонопрапорного заводу («Арсенал») № 14 | А              | Серед. 1930-х рр.                                                       | |                        |
| 496.7    | Житловий комплекс з дитячим садком, № 3-а, 3-б, пров. Аскольдів, 5 | А, і           | 1934—1940                                                               | проживали Кулик К. П., Куценко В. І. |                        |
| 496.8    | Особняк Бердяєва М. М. та корпус лікарні очних хвороб Попових М. Т. та Є. Г. № 10-а | А, і           | Особняк: 1-а пол. XIX ст. Лікарня: 1887                                 | |                        |
| 496.9    | Палац піонерів та школярів ім. М. Островського № 13 | А, М           | 1962—1965                                                               | |                        |
| 496.10   | Прибутковий будинок Микільського військового монастиря № 11 | А, і           | 1913—1914                                                               | містилося Військове міністерство Української Держави | Стан незадовільний.    |
| 496.11   | Садиба № 16, 18/29 | А, і           | 1900-і рр., 1912, 1930-і рр.                                            | проживали Істоміни М. П., О. П. і Ф. П., Ковалевський В. І. |                        |
| 496.12   | Садиба № 6, 6-а, 6-б | А, і           | Кін. XVIII — поч. XX ст.                                                | проживали родини Вігелів, Іпсіланті, відомі діячі культури, містилася живописна школа Києво-Печерської лаври |                        |
| 496.13   | Садиба управління Київського генерал-губернаторства № 29 | А, і           | XVIII—XIX ст.                                                           | |                        |
| 496.14   | Служби і флігель садиби Інженерного двору № 3-в, 3-г | А              | Серед. — кін. XIX ст.                                                   | |                        |
| 497      | Складу (Деміївського) казенного брама, просп. Голосіївський, 6 | А              | 1899—1900                                                               | |                        |
| 498      | Сковороди Григорія вулиця | А, мб          | XVIII—XX ст.                                                            | |                        |
| 498.1    | Житловий будинок № 9-б | А              | Кін. XVIII — кін. XIX ст.                                               | |                        |
| 498.2    | Садиба № 5, 5-а | А              | Поч. XIX ст.                                                            | |                        |
| 498.3    | Садиба № 7-а, 7-б, 7-в, 7/9 | А              | 2-а пол. XIX — поч. XX ст.                                              | |                        |
| 498.4    | Садиба № 21-а, 21-б, 21-в | А              | 1-а пол. XIX ст.                                                        | |                        |
| 498.5    | Флігель садиби № 1 | А              | 2-а пол. XIX ст.                                                        | |                        |
| 499      | Скульптурні композиції біля будинку Верховної Ради України, вул. М. Грушевського, 5 | М              | 1985                                                                    | |                        |
| 500      | Смородинська печера | а              | Кін. 4—3 тис. до н. е.                                                  | |                        |
| 501      | Софіївсько-Борщагівське поселення | А              | 2 тис. до н. е., 1 тис. до н. е., X—XIV ст., XVII—XVIII ст.             | |                        |
| 502      | Софійська вулиця | А, і, мб       | XVIII—XX ст.                                                            | |                        |
| 502.1    | Житловий будинок № 6 | А              | 2-а пол. XIX ст.                                                        | |                        |
| 502.2    | Житловий будинок № 10 | А              | 1882                                                                    | |                        |
| 502.3    | Житловий будинок № 17/15 | А              | 1879, 1899—1900                                                         | |                        |
| 502.4    | Житловий будинок № 18 | А              | 1888—1889                                                               | |                        |
| 502.5    | Житловий будинок № 19/18 | А              | 1881                                                                    | |                        |
| 502.6    | Житловий будинок № 20/21 | А              | 1869—1870                                                               | |                        |
| 502.7    | Житловий будинок № 23 | А              | Серед. XIX ст.                                                          | |                        |
| 502.8    | Житловий будинок композиторів № 16/16 | А, і           | 1955—56                                                                 | |                        |
| 502.9    | Особняк Берестовського О. № 9 | А              | 2-а пол. XIX ст.                                                        | |                        |
| 502.10   | Садиба № 25-а, 25-б | А              | Кін. XIX — поч. XX ст.                                                  | |                        |
| 502.11   | Садиба № 7 | А, і           | 2-а пол. XIX — поч. XX ст.                                              | містилася Художньо-реміснича навчальна майстерня друкарської справи |                        |
| 502.12   | Садиба № 3, — пров. Т. Шевченка, 4 | А, і           | Кін. XIX ст.                                                            | містились Оперні, музичні й драматичні курси Медведєва М. Ю., проживали Бугова Л. І., Скибицька М. М. |                        |
| 503      | Софійський Кафедральний монастир | а, А, і, М, мб | XI—XVIII ст.                                                            | |                        |
| 503.1    | Собор Святої Софії | а, А, і, М     | 1-а пол. XI—XX ст.                                                      | |                        |
| 503.1.1  | Поховання Арсенія (Могилянського О. В.) | і              | 1770                                                                    | |                        |
| 503.1.2  | Поховання Гавриїла (Кременцького Г. Ф.) | і              | 1783                                                                    | |                        |
| 503.1.3  | Поховання Гедеона (Святополка-Четвертинського Г.) | і              | 1690                                                                    | |                        |
| 503.1.4  | Поховання Євгенія (Болховітінова Є. О.) | і, М           | 1837                                                                    | |                        |
| 503.1.5  | Поховання Ієрофея (Малицького О.) | і              | 1799                                                                    | |                        |
| 503.1.6  | Поховання Кирила ІІ | і              | 1280                                                                    | |                        |
| 503.1.7  | Поховання Леванди І. В. | і              | 1814                                                                    | |                        |
| 503.1.8  | Поховання Платона (Городецького М. І.) | і, М           | 1891                                                                    | |                        |
| 503.1.9  | Поховання Рафаїла (Заборовського М.) | і              | 1747                                                                    | |                        |
| 503.1.10 | Поховання Самуїла (Миславського С. Г.) | і              | 1796                                                                    | |                        |
| 503.1.11 | Поховання Серапіона Александровського (Логиновського С. С.) | і              | 1824                                                                    | |                        |
| 503.1.12 | Поховання Сильвестра (Косова С.-А.) | і              | 1657                                                                    | |                        |
| 503.1.13 | Поховання Ярослава Мудрого, саркофаг | і, М           | Поховання: 1054, саркофаг: VI—VII ст                                    | |                        |
| 503.2    | Дзвіниця | А, М           | Кін. XVIII—XIX ст.                                                      | |                        |
| 503.3    | Брама Заборовського | А, М           | 1744—1746                                                               | |                        |
| 503.4    | Будинок митрополита | А, і           | XVIII — поч. XX ст.                                                     | проживали відомі церковні діячі, містилися Міністерства ісповідань УНР і Української Держави, Київський архітектурний інститут, Академія архітектури УРСР, працювали відомі громадсько-політичні, державні, культурні діячі, вчені |                        |
| 503.5    | Вежа південна в'їзна | А, і           | Кін. XVII — поч. XVIII ст.                                              | проживав Липківський В. К. |                        |
| 503.6    | Келії (братський корпус) | А, і           | 1756—1757, 1844                                                         | проживав Моргілевський І. В. |                        |
| 503.7    | Келії братські | А, і           | XVIII—XIX ст.                                                           | проживав Євгеній (Болховітінов), бували Інокентій (Борисов), Максимович М. О., Шодуар С. І., містились архівні установи, в яких працювали відомі діячі науки і культури |                        |
| 503.8    | Консисторія (пекарня братська та палата) | А, і           | 1-а пол. XVIII — поч. XX ст.                                            | працювали відомі церковно-громадські діячі, містилися Всеукраїнська православна церковна рада УАПЦ, штаб оборони Києва |                        |
| 503.9    | Корпус Київської єпархіальної училищної ради | А, і           | 1903, 1908—1909                                                         | проживали Липківський В. К., Мстислав (Скрипник), Никанор (Бурчак-Абрамович) |                        |
| 503.10   | Корпус лікарні Києво-Софійского духовного училища | і              | 1902                                                                    | поживали відомі вчені |                        |
| 503.11   | Корпус пристінний | А              | 1839                                                                    | |                        |
| 503.12   | Мури | А              | Серед. XVIII ст.                                                        | |                        |
| 503.13   | Надвірні служби економії митрополичого дому | А              | XIX ст., 1912                                                           | |                        |
| 503.14   | Пам'ятний знак на честь бібліотеки Ярослава Мудрого | М              | 1969                                                                    | |                        |
| 503.15   | Підземні споруди | а, А           | XVII—XVIII ст.                                                          | |                        |
| 503.16   | Поховання Володимира (Романюка В. О.), пл. Софійська | і              | 1995                                                                    | |                        |
| 503.17   | Поховання Михаїла (Єрмакова В. Ф.) | і              | 1929                                                                    | |                        |
| 503.18   | Поховання Шараївського Н. А. | і              | 1929                                                                    | |                        |
| 503.19   | Соборний (дияконський) флігель | А, і           | 1879                                                                    | проживали Дурдуківський О. Ф., Косинка Г. М., Мороз М. Н. |                        |
| 503.20   | Соборний (причту) будинок | А, і           | 1861                                                                    | проживали Златоверховников М. Д., Лебединцев П. Г., бував Грушевський М. С. Пров. Рильський, 3. |                        |
| 503.21   | Трапезна (Тепла, або Мала Софія) | А              | 1722—1730                                                               | |                        |
| 504      | Соцмісто | А, мб          | 1950-і рр.                                                              | |                        |
| 505      | Спаса на Берестові церква, вул. Січневого повстання, 15 | а, А, і, М     | XI—XII ст., XIV—XV ст., 1-а пол. XVII — поч. XIX ст.                    | |                        |
| 506      | Спаська вулиця | А, і, мб       | XIX—XX ст.                                                              | |                        |
| 506.1    | Будинок контори і правління акціонерного товариства «Т. М. Апштейн і сини для залізо-технічної торгівлі та лісопромисловості» № 12 | А, і           | 1912                                                                    | містилися штаб кінного дивізіону Червоного козацтва, комсомольський клуб, члени якого брали участь у поході проти загонів отамана Зеленого |                        |
| 506.2    | Житловий будинок № 6 | А              | 1910—1911                                                               | |                        |
| 506.3    | Житловий будинок № 8 | А              | 1900—1902                                                               | |                        |
| 506.4    | Житловий будинок № 10-а | А              | XIX ст.                                                                 | |                        |
| 506.5    | Житловий будинок № 22 | А              | 1877                                                                    | |                        |
| 506.6    | Житловий будинок з крамницями № 1/2 | А              | 1836                                                                    | |                        |
| 506.7    | Особняк № 16-б | А, і           | XVIII — поч. XIX ст.                                                    | проживали родини Сичів-Сичівських, Покровських |                        |
| 507      | Спортивний басейн Київського військового округу, просп. Повітрофлотський, 4 | А              | 1955                                                                    | |                        |
| 508      | Стадіон «Зеніт» (тепер «Старт»), вул. Шолуденка, 28/4 | і              | 1939                                                                    | відбувся т. зв. Матч смерті |                        |
| 508.1    | Пам'ятний знак загиблим футболістам київського спортивного клубу «Динамо» | М              | 1981                                                                    | |                        |
| 509      | Стадіону «Динамо» комплекс (тепер Стадіон «Динамо» ім. Валерія Лобановського), вул. Грушевського, 3 | А, і, мб       | 1931—1936                                                               | |                        |
| 509.1    | Головне спортивне поле | А              | 1932—1936                                                               | |                        |
| 509.2    | Головний вхід | А              | 1936                                                                    | |                        |
| 509.3    | Пам'ятний знак загиблим футболістам київської футбольної команди «Динамо» | М              | 1971                                                                    | |                        |
| 509.4    | Пам'ятник Лобановському В. В. | М              | 2003                                                                    | |                        |
| 509.5    | Ресторан «Динамо» | А              | 1932—1934                                                               | |                        |
| 510      | Станція водогінна насосна (Бульварна), вул. Жилянська, 160 | А              | 1908                                                                    | |                        |
| 511      | Стрілецька вулиця | А, і, мб       | XIX — поч. XX ст.                                                       | |                        |
| 511.1    | Житловий будинок № 12 | А, і           | кін. XIX ст.                                                            | містилося Київське губернське у фабричних і гірничо-заводських справах присутствіє, проживав Морозов П. І. |                        |
| 511.2    | Житловий будинок № 15 | А, і           | XIX ст.                                                                 | проживали Антоненко-Давидович Б. Д., Леся Українка, збиралося літературне об'єднання «Плеяда» |                        |
| 511.3    | Житловий будинок № 20 | А, і           | 1900-і рр.                                                              | проживали Армашевський П. Я., Сафонов Т. О. |                        |
| 511.4    | Житловий будинок № 4 | А, і           | 1898                                                                    | проживали відомі діячі науки і культури |                        |
| 511.5    | Житловий будинок № 28 | А, і           | 1916                                                                    | проживали Кричевські В. Г. і Ф. Г., Лисенко О. М. |                        |
| 511.6    | Прибутковий будинок Софійського кафедрального собору № 1/15 | А              | 1891                                                                    | |                        |
| 511.7    | Прибутковий будинок Софійського митрополичого дому № 7/6 | А, і           | 1904—1913                                                               | проживали відомі діячі науки і культури, громадсько-політичні і церковні діячі |                        |
| 512      | Стрітенська вулиця | А, і, мб       | XIX—XX ст.                                                              | |                        |
| 512.1    | Будинок Свято-Володимирського братства ревнителів православ'я № 2/8 | А, і           | 1900—1902                                                               | |                        |
| 512.2    | Житловий будинок № 3/15 | А, і           | 1912—1915                                                               | проживав Бабель І. Е. |                        |
| 512.3    | Житловий будинок № 4/13 | А, і           | 1890-і рр.                                                              | проживав Міщенко Ф. І. |                        |
| 512.4    | Житловий будинок № 17 | і              | 1988                                                                    | проживали відомі вчені |                        |
| 512.5    | Житловий будинок № 15 | А, і           | Бл. 1900                                                                | проживали Кузьмін Є. М., Форш О. Д., Шепель Г. О., бував Паустовський К. Г. |                        |
| 513      | Студія науково-популярних фільмів («Кіївнаукфільм»), вул. Кіото, 27 | і              | 2-а пол. XX ст.                                                         | |                        |
| 514      | Тарасівська вулиця | А, і, мб       | XIX—XX ст.                                                              | |                        |
| 514.1    | Будинок Правління Київського округу шляхів сполучення № 6 | А, і           | 1900—1903                                                               | містилося медичне відділення Вищих жіночих курсів, проживали Лелявський М. С., Муратов О. О. |                        |
| 514.2    | Житловий будинок № 6-а | А              | 1910-і рр.                                                              | |                        |
| 514.3    | Житловий будинок № 40/52 | А              | Кін. XIX ст.                                                            | |                        |
| 514.4    | Житловий будинок № 14 | і              | 1887                                                                    | проживав Косач М. П., бувала Леся Українка |                        |
| 514.5    | Житловий будинок № 18 | А, і           | 1938                                                                    | проживав Лур'є О. Ю. |                        |
| 514.6    | Житловий будинок № 23—25 | А, і           | 1899—1900                                                               | проживала Ахматова А. А. |                        |
| 514.7    | Житловий будинок № 20 | і              | 1994                                                                    | проживали відомі вчені |                        |
| 514.8    | Житловий будинок № 10 | і              | 1910—1911                                                               | проживали відомі вчені, громадсько-політичні діячі |                        |
| 514.9    | Житловий будинок № 3-а | А, і           | 1910                                                                    | проживали відомі діячі науки і культури |                        |
| 514.10   | Житловий будинок № 8 | А, і           | 1914                                                                    | проживали Іваницький-Василенко С. М., Пашеозерський М. М., Стешенко І. Н. |                        |
| 514.11   | Житловий будинок № 1-б | і              | 2-а пол. XIX ст.                                                        | проживали Лифар С. М. Чайка А. А. |                        |
| 514.12   | Садиба № 9, 9-а, 9-б, 9-в | А              | 1860-і рр. — 1912                                                       | |                        |
| 514.13   | Садиба № 19, 19-б | А, і           | 1899—1900                                                               | проживали Оксіюк П. Ф., Пироговський О. С. |                        |
| 514.14   | Садиба поліцейського відділення й пожежної команди Либідської дільниці Києва № 4, 4-а |                | А                                                                       | |                        |
| 515      | Телевежа, вул. Мельникова, 42 | А, і           | 1973                                                                    | |                        |
| 516      | Теплоелектроцентраль № 3 (ТЕЦ-3), вул. Жилянська, 85 | А              | 1931—1940, 1951—1953                                                    | |                        |
| 517      | Теремківське поселення, розташоване на південній околиці Києва, масив Теремки-2 | а              | XI—XII ст.                                                              | |                        |
| 518      | Терещенківська вулиця | А, і, мб       | XIX—XX ст.                                                              | |                        |
| 518.1    | Будинок № 3 | і              | XIX—XX ст.                                                              | містилися наукові установи ВУАН—АН УРСР—НАН України, працювали і проживали відомі вчені |                        |
| 518.2    | Житловий будинок № 23 | А              | 2-а пол. XIX ст.                                                        | |                        |
| 518.3    | Житловий будинок № 25/10 | А, і           | 2-а пол. XIX ст.                                                        | містився Український генеральний військовий штаб Армії УНР, проживали Горські А. О. і О. В., Зарецький В. І., Рогач І. А. |                        |
| 518.4    | Житловий будинок № 21 | і              | 1879                                                                    | проживав Драгомиров А. М. |                        |
| 518.5    | Житловий будинок № 7 | і              | Кін. 1950-х рр.                                                         | проживав Лебедєв С. І. |                        |
| 518.6    | Житловий будинок № 11 | А, і           | 1875—1876, 1880—1881                                                    | проживали Афанасьєв Є. І., Кржижановський Г. М., Черкунов М. Т. |                        |
| 518.7    | Житловий будинок № 5 | А, і, М        | 1934                                                                    | проживали відомі письменники, вчені, державні, політичні діячі |                        |
| 518.8    | Садиба № 17, 17-б | А, і           | 1875—1879                                                               | проживали Бородін О. П., Сахновські В. М. і Є. Н., було встановлено перший в Києві телефон |                        |
| 518.9    | Садиба Терещенка Ф. А. № 9, 9-а | А, і, М        | Кін. XIX ст.                                                            | якій містилися Генеральний секретаріат і Міністерства закордонних справ УНР, Української Держави і Директорії УНР, проживали і працювали родина Терещенків, відомі політичні, державні, культурно-громадські діячі |                        |
| 518.10   | Садиба Ханенків Б. І. та В. Н. № 13, 15, 15-а | А, і, М        | Кін. XIX — поч. XX ст.                                                  | містились Українське науково-технічне товариство «Праця», канцелярія Українського народного університету, гірничий департамент Міністерства торгівлі і промисловості Української Держави, Музей мистецтв ВУАН, проживали і працювали відомі діячі науки й культури, політичні та державні діячі |                        |
| 519      | Товариства Цукеркової і шоколадної фабрики «Валентин Єфимов» у Києві комплекс, просп. Голосіївський, 60 | А, і           | 1897—1900, 1930—1939                                                    | |                        |
| 520      | Товарна станція (Київ-І Товарний), вул. І. Федорова, 26, 28, 32; вул. Ямська, 8 | А              | 1902—1907                                                               | |                        |
| 521      | Гетьмана Павла Скоропадського вулиця | А, і, мб       | XIX—XX ст.                                                              | |                        |
| 521.1    | Житловий будинок № 1 | А              | 1898                                                                    | |                        |
| 521.2    | Житловий будинок № 8 | А              | 1879—1887                                                               | |                        |
| 521.3    | Житловий будинок № 41 | А              | Кін. 1890-х рр.                                                         | |                        |
| 521.4    | Житловий будинок № 16 | А              | Серед. 1930-х рр.                                                       | |                        |
| 521.5    | Житловий будинок № 5 | і              | Кін. XIX ст.                                                            | містилися редакції газет «Киевлянин», «Боротьба», «Борьба», «Трудове життя», діяла група сприяння газеті «Искра», перебували Рогач І. А., Теліга О. І., проживали Верьовка Г. Г., Костирко П. Ф., Сорока О. Н. |                        |
| 521.6    | Житловий будинок № 43 | А, і           | 1906                                                                    | проживав Стешенко І. М. |                        |
| 521.7    | Житловий будинок № 27/35 | і              | 2-а пол. XIX ст.                                                        | проживав Химич Ю. І. |                        |
| 521.8    | Житловий будинок № 13 | А, і           | Серед. 1890-х рр., 1938                                                 | проживали відомі вчені |                        |
| 521.9    | Житловий будинок № 23/1 | А, і           | 1894—1895, 1909                                                         | проживали відомі діячі науки і культури, громадсько-політичного життя |                        |
| 521.10   | Житловий будинок № 19/1 | А, і           | 1905—1906                                                               | проживали Волкович М. М., Зеров Д. К. |                        |
| 521.11   | Житловий будинок № 22 | і              | 1972                                                                    | проживали Котляревський А. М., Майстренко Я. В., Нірод Ф. Ф. |                        |
| 521.12   | Житловий будинок № 9 | А, і           | 1848—1849, 1882—1883                                                    | проживали родини Кузьминських, Толлі, містилася перша дипломатична місія Грузинської Республіки в Україні |                        |
| 521.13   | Житловий будинок «Комуніст» № 25/2—25/18 | А, і           | 1934—1935                                                               | проживали Маківчук Ф. Ю., Следзевський А.-К. Г. |                        |
| 521.14   | Комплекс житлових будинків працівників Народного комісаріату освіти УСРР № 15 | А, і           | 1934—1937                                                               | проживали Мазуркевич О. Р., Ольжич О. О., Чекунов А. В. |                        |
| 521.15   | Садиба № 17, 17-б | А, і           | 1894—1895, 1938—1939                                                    | проживали Бубнов М. М., Ващенко-Захарченко М. Є., Венюков П. М. |                        |
| 521.16   | Садиба Терещенка О. Н. № 7/2 | А, і, мб       | кін. XIX — поч. XX ст.                                                  | проживали Гаєвський Ю. Г., Драгомиров А. М., Христюк П. О., містився Київський рентгенінститут, де працювали відомі вчені |                        |
| 522      | Трьохсвятительська вулиця | А, і, мб       | XI—XX ст.                                                               | |                        |
| 522.1    | Житловий будинок № 5 | А              | 1892—1894                                                               | |                        |
| 522.2    | Житловий будинок № 9-а | і              | Кін. 1950-х рр.                                                         | проживала Гончаренко Н. І. |                        |
| 523      | Тургенєвська вулиця | А, і, мб       | 1-а пол. XIX—XX ст.                                                     | |                        |
| 523.1    | Житловий будинок № 19 | А              | 1901                                                                    | |                        |
| 523.2    | Житловий будинок № 20 | А              | Поч. 1900-х рр.                                                         | |                        |
| 523.3    | Житловий будинок (флігель) № 27 | А              | 1910-і рр.                                                              | |                        |
| 523.4    | Житловий будинок № 30 | А              | 1890-і рр.                                                              | |                        |
| 523.5    | Житловий будинок № 32 | А              | 2-а пол. XIX ст.                                                        | |                        |
| 523.6    | Житловий будинок № 43 | А              | Поч. XX ст.                                                             | |                        |
| 523.7    | Житловий будинок № 55 | А              | 1914—1915 рр.                                                           | |                        |
| 523.8    | Житловий будинок № 60 | А              | Поч. 1910-х рр.                                                         | |                        |
| 523.9    | Житловий будинок № 77 | А              | Поч. 1900-х рр.                                                         | |                        |
| 523.10   | Житловий будинок № 79 | А              | 1905                                                                    | |                        |
| 523.11   | Житловий будинок № 80 | А              | Поч. XX ст.                                                             | |                        |
| 523.12   | Житловий будинок № 40 | і              | Кін. XIX ст.                                                            | міститься Апостольська Нунціатура в Україні, де проживав Папа Римський Іван (Іоанн) Павло ІІ |                        |
| 523.12.1 | Пам'ятник Івану Павлу ІІ № 40 | М              | 2002                                                                    | |                        |
| 523.13   | Житловий будинок № 83/85 | і              | 1969                                                                    | проживав Кульчицький К. І. |                        |
| 523.14   | Садиба № 35-а, 35-б | А              | Поч. XX ст.                                                             | |                        |
| 524      | Українська академія радянської торгівлі, просп. Перемоги, 10 | А              | 1935—1938                                                               | |                        |
| 525      | Українська студія телевізійних фільмів («Укртелефільм»), вул. О. Туманяна, 15 | і              | 1965—2000-і рр.                                                         | |                        |
| 526      | Українська студія хронікально-документальних фільмів («Укркінохроніка»), вул. Євгена Коновальця, 18 | і              | 1939—2000-і рр.                                                         | |                        |
| 527      | Університету св. Володимира комплекс (тепер Київський національний університет імені Тараса Шевченка),вул. Володимирська, 58—62, вул. Гетьмана Павла Скоропадського, 12—14, бульв. Т. Шевченка, 13—17, вул. Обсерваторна, 3, вул. Б. Хмельницького, 37 | А, і, мб       | 1-а пол. XIX— 1-а пол. XX ст.                                           | |                        |
| 527.1    | Анатомічний театр, вул. Б. Хмельницького, 37 | А, і, М        | 1851—1853                                                               | працювали відомі лікарі та вчені | Стан незадовільний.    |
| 527.2    | Астрономічна обсерваторія, вул. Обсерваторна, 3 | А, і           | 1841—1845                                                               | працювали відомі вчені, у роки Великої Вітчизняної війни діяла підпільна патріотична група |                        |
| 527.3    | Бібліотека (тепер Національна бібліотека України ім. В. Вернадського НАН України), вул. Володимирська, 62 | А, і           | 1914—1917, 1929—1930                                                    | працювали відомі вчені |                        |
| 527.4    | Ботанічний сад ім. акад. О. Фоміна, вул. Комінтерну, 1 | і, мб          | 1-а пол. XIX—XX ст.                                                     | |                        |
| 527.5    | Головний корпус, вул. Володимирська, 60 | А, і           | 1837—1843                                                               | |                        |
| 527.6    | Корпус гуманітарних наук (Наукова бібліотека ім. М. Максимовича), вул. Володимирська, 58 | А              | 1940                                                                    | |                        |
| 527.7    | Медичні корпуси, бульв. Т. Шевченка, 13—17 | і              | 1885—86, 1893—94, 1900                                                  | |                        |
| 527.8    | Метеорологічна обсерваторія, вул. Гетьмана Павла Скоропадського, 14 | А, і           | 1851—1854                                                               | працювали відомі вчені |                        |
| 527.9    | Хімічні корпуси, вул. Гетьмана Павла Скоропадського, 12 | А, і           | 2-а пол. XIX— поч. XX ст.                                               | працювали відомі вчені |                        |
| 528      | Фабрика кахляних виробів Андржейовського Й. А. та Куликовської Є. С., вул. Фрунзе, 64 | і              | Кін. XIX ст.                                                            | |                        |
| 529      | Феофанівський Свято-Пантелеймонівський монастир, вул. Академіка Лебедєва, 10—30 | А, і           | XIX—XX ст.                                                              | |                        |
| 529.1    | Собор великомученика і цілителя Пантелеймона № 23-б | А              | 1904—1914                                                               | |                        |
| 529.2    | Церква Всіх Святих № 23-а | А              | 1866-1869                                                               | |                        |
| 529.3    | Готель № 19 | А, і           | 1909                                                                    | містилася лабораторія обчислювальної техніки Інституту енергетики АН УРСР, в якій працював Лебедєв С. О |                        |
| 530      | Фільверта і Дедіни заводу корпус (ЗАТ «Атек»), просп. Перемоги, 83/2 | і              | 1910                                                                    | |                        |
| 531      | Флігель садиби, вул. Рогнідинська, 3 | А, і           | Поч. XX ст.                                                             | проживав Снегірьов Г. І. |                        |
| 532      | Флорівський (Вознесенський) жіночий монастир, вул. Притисько-Микільська, 5 | А, і, мб       |                                                                         | |                        |
| 532.1    | Святих мучеників Флора і Лавра (св. Миколи Мірлікійського) церква («Стара» Трапезна) | А              | Кін. XVII ст.                                                           | |                        |
| 532.2    | Вознесіння Господнього собор | А              | XVIII—XIX ст.                                                           | |                        |
| 532.3    | Дзвіниця | А              | XVIII—XIX ст.                                                           | |                        |
| 532.4    | Будинок Аммосової Н. О. (келії), корпус № 12 | А              | Кін. 1930-х рр.                                                         | |                        |
| 532.5    | Будинок Артинова І., корпус № 16 | А              | 1809—1811                                                               | |                        |
| 532.6    | Будинок ігумені, корпус № 10 | А              | 1818—1819                                                               | |                        |
| 532.7    | Воскресіння Ісуса Христа церква | А              | 1824                                                                    | |                        |
| 532.8    | Казанської ікони Пресвятої Богородиці церква | А              | 1841—1844                                                               | |                        |
| 532.9    | Келії, корпус № 1 | А              | Поч. XX ст.                                                             | |                        |
| 532.10   | Келії, корпус № 2 | А              | 1902                                                                    | |                        |
| 532.11   | Келії, корпус № 4 | А              | 1895                                                                    | |                        |
| 532.12   | Келії, корпус № 5 | А              | 1822—1832                                                               | |                        |
| 532.13   | Келії, корпус № 6 | А              | 1827                                                                    | |                        |
| 532.14   | Келії, корпус № 7 | А              | 1847, 1890-і рр.                                                        | |                        |
| 532.15   | Келії, корпус № 8 | А              | 1850—60-і рр.                                                           | |                        |
| 532.16   | Келії, корпус № 9 | А              | 1850-і рр.                                                              | |                        |
| 532.17   | Келії, корпус № 10 | А              | 1856—1859                                                               | |                        |
| 532.18   | «Нова» Трапезна та готель, корпус № 11 | А              | 1838—1839                                                               | |                        |
| 532.19   | Огорожа | А              | 1-а пол. XIX ст.                                                        | |                        |
| 533      | Фонтани, вулиці Лютеранська, 5—7, Червоноармійська, 14 | А              | 1949                                                                    | |                        |
| 534      | Франка Івана вулиця | А, і, мб       | XIX—XX ст.                                                              | |                        |
| 534.1    | Житловий будинок № 36 | А              | 1870-і рр., 1880, 1940                                                  | |                        |
| 534.2    | Житловий будинок № 18 | А, і           | 1889—1890                                                               | проживав Воячек Б. І. |                        |
| 534.3    | Житловий будинок № 25/40 | А, і           | 1900—1901                                                               | проживали Бєляєв О. Р., Рахлін Н. Г. |                        |
| 534.4    | Житловий будинок працівників Наркомзему УРСР № 9 | А              | 1937—39                                                                 | |                        |
| 534.5    | Житловий будинок № 26-а | А, і           | 1899, поч. XX ст.                                                       | проживав Душечкін О. І. |                        |
| 534.6    | Особняк Кащенко Г. Ф. № 4 | і              | 1897, 1940                                                              | бував Кащенко М. Ф., проживав Окіншевич Л. О. |                        |
| 534.7    | Садиба № 5, 5-б | А              | 1899—1901                                                               | |                        |
| 534.8    | Садиба № 20, 20-б | А, і           | 1899—1900, 1914                                                         | бував Висоцький В. С. |                        |
| 534.9    | Садиба № 19, 19-б, 19-в | А, і           | 1898, 1902—1903                                                         | проживав Позняков Г. П. |                        |
| 534.10   | Садиба № 12-а, 12-б | А, і           | Кін. XIX ст.                                                            | проживали Балабанов М. С., Бобинський Г. А. |                        |
| 534.11   | Садиба № 31, 33 | А, і           | 1875—1892                                                               | проживали відомі діячі науки і культури |                        |
| 534.12   | Садиба № 17-а, 17-б, 17-в | А, і           | 1914—1916                                                               | проживали відомі діячі науки і культури та громадсько-політичного життя |                        |
| 534.13   | Садиба № 42, 42-б | А, і           | 2-а пол. XIX ст.                                                        | проживали Пухальський В. В., Шуйський М. Г. |                        |
| 535      | Франка Івана площа | А, і, мб       | Кін. XIX—XX ст.                                                         | |                        |
| 535.1    | Житловий будинок № 5 | А, і           | 1899                                                                    | містилася Восьма Київська гімназія, працювали і навчалися відомі діячі науки і культури, діяв ЦК Української партії соціалістів-революціонерів |                        |
| 535.2    | Театр «Соловцов» (Національний академічний драматичний театр імені Івана Франка) № 3 | А, і           | Кін. XIX—XX ст.                                                         | |                        |
| 536      | Французького акціонерного товариства дубових екстрактів в Росії завод, пров. Куренівський, 17 | А, і           | 1899—1901                                                               | |                        |
| 537      | Фунікулер, Володимирська гірка — пл. Поштова | А              | XX ст.                                                                  | |                        |
| 538      | «Хата на Пріорці» (житловий будинок), вул. Вишгородська, 5 | і              | 1857                                                                    | проживав Шевченко Т. Г. |                        |
| 539      | Хлібозавод № 4 (Київський хлібокомбінат № 4), вул. Дегтерьовська, 19 | А, і           | 1934—1936                                                               | працювали гравці київської футбольної команди НКВС «Динамо» — учасники т. зв. Матчу смерті |                        |
| 540      | Хлібної магістратської крамниці, Олександрівського ремісничого училища комплекс, вул. Братська, 2, вул. Ігорівська, 17 | А, і           | XVIII—XX ст.                                                            | |                        |
| 540.1    | Садиба, вул. Братська, 2 |                | XVIII—XIX ст.                                                           | |                        |
| 540.1.1  | Магістратська хлібна крамниця (зерносховище) |                | 1769, XIX ст.                                                           | |                        |
| 540.1.2  | Кузня |                | 1892                                                                    | |                        |
| 540.1.3  | Навчальні майстерні |                | 1882                                                                    | |                        |
| 540.1.4  | Склад |                | Серед. XIX ст.                                                          | |                        |
| 540.1.5  | Склад |                | Серед. XIX ст.                                                          | |                        |
| 540.1.6  | Фрагмент дворової будівлі |                | 2-а пол. XIX ст.                                                        | |                        |
| 540.2    | Корпус Олександрівського ремісничого училища з прибудовою, вул. Ігорівська, 14 |                | 2-а пол. XIX ст.                                                        | |                        |
| 541      | Хмельницького Богдана вулиця | А, і, мб       | Серед. XIX—XX ст.                                                       | |                        |
| 541.1    | Будинок школи № 16/18 | і              | Поч. XX ст., 1981                                                       | навчалася Корольова М. В., проживав Грушевський М. С. |                        |
| 541.2    | Готель Гладинюка Г. П. № 8 | А, і           | 2-а пол. XIX ст.                                                        | проживав Грушевський М. С., діяла літературно-мистецька група «Гроно», у кореспондентському пункті газети «Комсомольская правда» працював Гайдар А. П. |                        |
| 541.3    | Житловий будинок № 32 | А              | 1913                                                                    | |                        |
| 541.4    | Житловий будинок № 56 | А              | 1890-і рр.                                                              | |                        |
| 541.5    | Житловий будинок № 38 | А              | 1934—1936                                                               | |                        |
| 541.6    | Житловий будинок № 94 | А, і           | Кін. 1890-х рр., 1939                                                   | проживав Бажан М. П. |                        |
| 541.7    | Житловий будинок № 33/34 | А, і           | Кін. XIX ст.                                                            | проживав Високович А.-В. К. |                        |
| 541.8    | Житловий будинок № 47 | і              | 1957                                                                    | проживав Ворвулєв М. Д. |                        |
| 541.9    | Житловий будинок № 30/10 | А, і           | 1900—1901                                                               | проживав Данилевич В. Ю. |                        |
| 541.10   | Житловий будинок № 35/1 | і              | Кін. XIX ст.                                                            | проживав Зеньківський В. В. |                        |
| 541.11   | Житловий будинок № 29/2 | А, і           | XIX — поч. XX ст.                                                       | проживав Іщенко І. М. |                        |
| 541.12   | Житловий будинок № 52 | А, і           | 1904—1905                                                               | проживав Липинський В. К., містився Державний літературно-художній музей Т. Г. Шевченка |                        |
| 541.13   | Житловий будинок № 46 | А, і           | 1888-1890                                                               | проживав Максимович М. І. |                        |
| 541.14   | Житловий будинок № 84 | А, і           | 1892, кін. 1930-х рр.                                                   | проживав Маслов С. І. |                        |
| 541.15   | Житловий будинок № 31/27 | А, і           | 1876—1901                                                               | проживав Шапошников В. Г. |                        |
| 541.16   | Житловий будинок № 12—14 | А, і           | 1884, 1910                                                              | проживали Вагнер Ю. М., Таранов Г. П. |                        |
| 541.17   | Житловий будинок № 42/32 | А, і           | 1893—94                                                                 | проживали відомі діячі науки і культури |                        |
| 541.18   | Житловий будинок № 50 | А, і           | Кін. XIX— поч. XX ст.                                                   | проживали відомі діячі науки і культури, громадсько-політичного життя |                        |
| 541.19   | Житловий будинок № 27/1 | і              | 1900                                                                    | проживали і перебували відомі діячі науки і культури |                        |
| 541.20   | Житловий будинок № 39 | і              | 1971                                                                    | проживали Ляшенко І. Ф., Смолич Д. М. |                        |
| 541.21   | Житловий будинок «Роліт» № 68 | А, і           | 1931—1934, 1935—1939                                                    | проживали відомі діячі культури |                        |
| 541.22   | Житловий будинок старих більшовиків № 66 | А, і           | 1936                                                                    | проживали Петрусенко О. А., Строкач Т. А., Трохименко К. Д. |                        |
| 541.23   | Київський велотрек № 58 | А              | 1913                                                                    | |                        |
| 541.24   | Колегія Павла Ґалаґана № 9-а, 11 | А, і           | 2-а пол. XIX ст.                                                        | навчалися, працювали, проживали відомі діячі науки і культури, містилися Генеральне секретарство і Міністерство військових справ УЦР—УНР |                        |
| 541.25   | Особняк № 60 | А, і           | 1894                                                                    | проживали Артинов М. Г., Любченко П. П., Образцов В. П. |                        |
| 541.26   | Садиба № 44, 44-б, 44-в | А, і           | 1897—1898                                                               | містилася Жіноча гімназія Крюгер К. А., де працювали Зеньківський В. В., Тарнавський П. І., Форш О. Д. |                        |
| 541.27   | Садиба № 51-а, 51-б, 51-в | А, і           | Поч. XX ст.                                                             | містилися Вищі жіночі курси, Фребелівське товариство, Фребелівський інститут, Київський авіаційний інститут ім. К. Є. Ворошилова, Головна редакція Української Радянської Енциклопедії, працювали і навчалися відомі діячі науки і культури |                        |
| 541.28   | Садиба № 26, 26-а | А, і           | 1902—1904                                                               | містилися готель «Ермітаж», де зупинялися відомі діячі науки і культури, редакція журналу «Огни» |                        |
| 541.29   | Садиба № 10 | А, і           | 1903—1904                                                               | містилися Київський клуб автомобілістів, Київське товариство мистецтва та літератури, жіноча гімназія Титаренко О. К., де навчалася Тарасова А. К. |                        |
| 541.30   | Садиба № 72, 72-б, 72-в, 72-г | А, і           | Серед. XIX ст. — 1909                                                   | проживав Паустовський К. Г. |                        |
| 541.31   | Садиба № 59-а, 59-б, 59-в | А, і           | 1896, 1912—1915                                                         | проживав Пфейффер Г. В. |                        |
| 541.32   | Садиба № 36 | А, і           | 1899—1900                                                               | проживали Кузьмик М., Пазовський А. М. |                        |
| 541.33   | «Театр Бергоньє» (тепер — Національний академічний театр російської драми ім. Лесі Українки) № 5 | і              | 1875—2000-х рр.                                                         | |                        |
| 541.33.1 | Будинок № 5 | і              | 1875, 1935—1936                                                         | проживали відомі актори та режисери |                        |
| 541.34   | Флігель житловий № 34 | А              | 1895                                                                    | |                        |
| 541.35   | Фундуклеївська жіноча гімназія № 6 (тепер «Нафтогаз України») | А, і           | XIX ст., 1949—1950                                                      | працювали і навчалися відомі діячі науки і культури |                        |
| 542      | Хорива вулиця | А, і, мб       | XIX ст.                                                                 | |                        |
| 542.1    | Житловий будинок № 5 | А              | 1838                                                                    | |                        |
| 542.2    | Житловий будинок № 4 | А              | 1899—1900                                                               | |                        |
| 542.3    | Житловий будинок № 11-а | А              | Кін. XIX ст.                                                            | |                        |
| 542.4    | Житловий будинок № 16/7 | А              | Поч. XIX ст.                                                            | |                        |
| 542.5    | Житловий будинок № 21—23 | А              | 1897                                                                    | |                        |
| 542.6    | Житловий будинок № 36 | А              | Поч. XIX ст.                                                            | |                        |
| 542.7    | Житловий будинок № 46 | А              | Кін. XIX ст.                                                            | |                        |
| 542.8    | Житловий будинок № 45/24 | А              | Поч. XX ст.                                                             | |                        |
| 542.9    | Житловий будинок № 13/11 | А, і           | 1818, 1882                                                              | проживав Меленський А. І. |                        |
| 542.10   | Житловий будинок з крамницею № 27 | А              | 1863, 2001                                                              | |                        |
| 542.11   | Садиба № 18/10, 18-а, 18-б | А              | Кін. XIX — поч. XX ст.                                                  | |                        |
| 542.12   | Садиба № 1/2, 1, 1-а, 1-г | А              | 1860—1910-і рр.                                                         | |                        |
| 542.13   | Садиба № 49-а, 49-б | А              | 1881—1882, 1901—1902                                                    | |                        |
| 542.14   | Садиба № 31-а, 31-б | А              | Кін. 1890-х рр.                                                         | |                        |
| 542.15   | Садиба № 2, 2-а, 2-д | А              | XIX ст.                                                                 | |                        |
| 543      | Хотівське городище, розташоване на південній околиці Києва, поряд з с. Хотів | а              | Кін. 6 — 5 ст. до н. е.                                                 | |                        |
| 544      | Хрещатик вулиця | а, А, і, М, мб | XVIII—XXI ст.                                                           | |                        |
| 544.1    | Майдан Незалежності | а, А, і, М, мб | XIX—XX ст.                                                              | |                        |
| 544.1.1  | Адміністративний будинок, вул. Софійська, 2 | А              | 1956—1957                                                               | |                        |
| 544.1.2  | Готель «Москва» (тепер «Україна»), вул. Інститутська, 4 | А              | 1954—1961                                                               | |                        |
| 544.1.3  | Комплекс житлових будинків, вул. Софійська, 1, вул. Б. Грінченка, 2 | А              | 1952                                                                    | |                        |
| 544.1.4  | Монумент на честь проголошення незалежності України «Оранта-Україна», Майдан Незалежності | М              | 2001                                                                    | |                        |
| 544.1.5  | Пам'ятний знак «Козак Мамай», Майдан Незалежності | М              | 2001                                                                    | |                        |
| 544.1.6  | Пам'ятник засновникам Києва, Майдан Незалежності | М              | 2001                                                                    | |                        |
| 544.2    | Адміністративний будинок, вул. Хрещатик, 24 | А              | 1953—1955                                                               | |                        |
| 544.3    | Адміністративний будинок № 34 | А              | 1956                                                                    | |                        |
| 544.4    | Будинок Київського відділення Російського для зовнішньої торгівлі банку № 32 | А, і           | 1913—1915                                                               | містилося Головне архітектурно-планувальне управління Києва, де працювали відомі архітектори |                        |
| 544.5    | Будинок Міністерства культури УРСР № 28/2 | А              | 1956—1958                                                               | |                        |
| 544.6    | Будинок Міністерства лісового господарства УРСР № 30/1 | А              | 1953                                                                    | |                        |
| 544.7    | Виконком Київської міської ради № 36 | А, і           | 1952—1957                                                               | |                        |
| 544.8    | Головпоштамт № 22 | А              | 1952—1958                                                               | |                        |
| 544.9    | Готель «Кане» № 40/1 | А, і           | 1873—1874                                                               | проживали Врубель М. О., Скоропадський П. П. | Стан аварійний         |
| 544.10   | Житловий будинок № 42 | А              | 1895—1896                                                               | |                        |
| 544.11   | Житловий будинок № 46 | А              | 1872—1874                                                               | |                        |
| 544.12   | Житловий будинок № 48 | А              | 1880                                                                    | |                        |
| 544.13   | Житловий будинок № 52 | А, і           | 1875—1878                                                               | містилися склад-магазин і фабрика музичних інструментів Іїндржишека Г.-І. І, перший у Києві постійний «Художній салон», Музично- драматичний інститут ім. М. Лисенка та Київський державний інститут театрального мистецтва ім. І. Карпенка-Карого, в яких працювали і навчалися відомі діячі культури, проживав Бажан М. П. |                        |
| 544.14   | Житловий будинок № 12 | і              | XIX—XX ст.                                                              | проживав Оглоблін М. Я., містилися редакція і бюро «Записок Киевского отделения Императорского Русского технического общества по свеклосахарной промышленности», редакція журналу «Инженер» |                        |
| 544.15   | Житловий будинок № 29/1 | А, і           | 1951—1956                                                               | проживав Тимохін В. І. |                        |
| 544.16   | Житловий будинок № 21 | А, і           | 1953—1954                                                               | проживала Чавдар Є. І. |                        |
| 544.17   | Житловий та офісний будинок (Будинок трестів) № 6 | А              | 1911—1912, 1927—1928                                                    | |                        |
| 544.18   | Київське відділення Волзько-Камського комерційного банку № 10 | А              | 1912—1914                                                               | |                        |
| 544.19   | Київське відділення Санкт-Петербурзького (Петроградського) облікового і позичкового банку № 8 | А, і           | 1914—1916                                                               | |                        |
| 544.20   | Комплекс житлових будинків № 23, 25, 27 | А, і           | 1951—1954                                                               | проживали відомі діячі культури і науки |                        |
| 544.21   | Комплекс житлових будинків № 13/2, 17 | А, і           | 1950—1951                                                               | проживали відомі діячі науки і культури |                        |
| 544.22   | Пам'ятник Городецькому В. В. № 15 | М              | 2004                                                                    | |                        |
| 544.23   | Пасаж № 15 | А, і           | 1913—1914, 1946—1955                                                    | проживали відомі діячі науки і культури |                        |
| 544.24   | Радіотелецентр № 26 | А, і           | 1949—1950                                                               | |                        |
| 544.25   | Садиба № 50, 50-б, 50-в | А              | 1880—1882                                                               | |                        |
| 544.26   | Садиба № 44 | А              | Кін. XIX ст.                                                            | містилися Зуболікарська школа докторів Головчинера Л. С.,Лур'є І. І. та зубного лікаря Головчинер З. С., Видавниче товариство «Друкарь», Єврейський народний університет, Центральне бюро Асоціації революційного мистецтва України (АРМУ), працювали відомі діячі науки і культури, громадсько-політичного життя |                        |
| 544.27   | Універмаг Наркомвнуторгу (нині Центральний універмаг) № 38/2 | А              | 1935—1938                                                               | |                        |
| 545      | Центральна електрична станція, вул. Андріївська, 19 | А, і           | 1898—1900, 1903—1906, 1909—1914, 1933—1936                              | |                        |
| 546      | Центральна електрична станція Київської міської залізниці, Набережне шосе, 2 | А, і           | 1901—1903, 1907—1908                                                    | |                        |
| 547      | Центральний республіканський ботанічний сад АН УРСР (тепер Національний ботанічний сад ім. М. Гришка НАН України), вул. Тимірязєвська, 1 | і, мб          | 1935                                                                    | |                        |
| 548      | Центральний республіканський стадіон (тепер стадіон «Олімпійський»), вул. Червоноармійська, 55 | А, і           | XX ст.                                                                  | проходила «Олімпіада-80» |                        |
| 549      | Церква, вул. Межигірська, 3/7 | а              | XII ст.                                                                 | |                        |
| 550      | Церква, вул. Олегівська, 41 | а              | XII—XIII ст.                                                            | |                        |
| 551      | Церква, вул. Юрківська, 3 | а              | XI — 1-а пол. XII ст.                                                   | |                        |
| 552      | Церква Здвиження чесного Хреста Господнього «на Кожум'яках», вул. Воздвиженська, 1 | А, і, М        | Поч. XIX—XXI ст.                                                        | |                        |
| 552.1    | Каплиця св. Миколи Чудотворця | А              | 1914                                                                    | |                        |
| 552.2    | Огорожа | А              | Кін. XIX ст.                                                            | |                        |
| 553      | Церква в ім'я ікони Божої матері «Живоносне джерело», вул. Симиренка, 12 | А              | 2-а пол. XIX — кін. XX ст.                                              | |                        |
| 554      | Церква Успіння Пресвятої Богородиці (старообрядницька), вул. Почайнинська, 26 | А              | Кін. XIX — поч. XX ст.                                                  | |                        |
| 555      | Церкви преподобного Феодосія Печерського комплекс, вул. Січневого повстання, 32/1 | А              | XVII — поч. XX ст.                                                      | |                        |
| 555.1    | Церква преподобного Феодосія Печерського |                | 1698—1700                                                               | |                        |
| 555.2    | Брама з огорожею |                | 1860                                                                    | |                        |
| 555.3    | Братський корпус |                | 1886                                                                    | |                        |
| 555.4    | Будинок настоятеля |                | 1884, 1909                                                              | |                        |
| 555.5    | Будинок церковнопарафіяльної школи та проскурні |                | 1900                                                                    | |                        |
| 556      | Цехи пивоварного заводу Ріхертів, вул. Сирецька, 27 | А, і           | 1864—1892                                                               | |                        |
| 557      | Цирк, пл. Перемоги, 2 | А, і           | 1958—1960                                                               | |                        |
| 558      | Цукрово-рафінадний завод (нині Київська кондитерська фабрика «Рошен»), просп. Науки, 1/5 | А, і           | 1868—1870, 1873—1874, 1890—1910                                         | |                        |
| 559      | Чапаєва вулиця (з 2015 — вулиця В'ячеслава Липинського) | А, і, мб       | Кін. XIX—XX ст.                                                         | |                        |
| 559.1    | Житловий будинок № 3 | А              | 1945                                                                    | |                        |
| 559.2    | Житловий будинок № 5 | А              | 1908                                                                    | |                        |
| 559.3    | Житловий будинок № 6 | А              | 1899—1902                                                               | |                        |
| 559.4    | Житловий будинок № 11 | А              | 1900—1901                                                               | |                        |
| 559.5    | Житловий будинок № 2/16 | А, і           | 1902                                                                    | бував Паустовський К. Г. |                        |
| 559.6    | Житловий будинок № 14 | А, і           | 1914                                                                    | проживав Ковпак С. А. |                        |
| 559.7    | Житловий будинок № 8 | А, і           | 1900                                                                    | проживав Колкунов В. В. |                        |
| 559.8    | Житловий будинок № 12 | А, і           | 1902                                                                    | проживав Косинка Г. М. |                        |
| 559.9    | Житловий будинок № 9 | А, і           | 1900—1901                                                               | проживав Паустовський К. Г. |                        |
| 559.10   | Житловий будинок № 13 | і              | Поч. XX ст.                                                             | проживали відомі актори |                        |
| 559.11   | Житловий будинок № 7 | А, і           | Кін. XIX — поч. XX ст.                                                  | проживало подружжя Савенків |                        |
| 559.12   | Житловий будинок працівників Інституту «Київміськпроект» № 16 | А              | 1939                                                                    | |                        |
| 559.13   | Садиба № 4, 4-б, 4-в, 4-г | А              | 1899                                                                    | |                        |
| 560      | Чапаєвський археологічний комплекс, селище Чапаєвка | а              | Межа 4—3 тис. до н. е. — 40-і рр. н. е.                                 | |                        |
| 560.1    | Могильник зарубинецької культури (Пирогівський) | а              | 185—170 рр. до н. е. — 40-і рр. н. е.                                   | |                        |
| 560.2    | Могильник скіфського часу (Пирогівський) | а              | 6—5 ст. до н. е.                                                        | |                        |
| 560.3    | Могильник трипільської культури | а              | Межа 4—3 тис. до н. е.                                                  | |                        |
| 560.4    | Могильник трипільської культури | а              | 1-а пол. 3 тис. до н. е.                                                | |                        |
| 560.5    | Поселення трипільської культури | а              | Межа 4—3 тис. до н. е.                                                  | |                        |
| 561      | Червоноармійська вулиця | А, і, мб       | XIX—XX ст.                                                              | |                        |
| 561.1    | Адміністративний будинок № 65 | А              | 1900-і рр., 1945                                                        | |                        |
| 561.2    | Адміністративний будинок № 8 | А, і           | 1950-і рр.                                                              | працював Гаркуша М. А. |                        |
| 561.3    | Васильківська водогінна насосна станція № 137 | і              | 1908                                                                    | |                        |
| 561.4    | Житловий будинок № 13/1 | А              | 1881, 1911                                                              | |                        |
| 561.5    | Житловий будинок № 16 | А              | 1951                                                                    | |                        |
| 561.6    | Житловий будинок № 24/1 | А              | 1953                                                                    | |                        |
| 561.7    | Житловий будинок № 26 | А              | 1916                                                                    | |                        |
| 561.8    | Житловий будинок № 28 | А              | 1898                                                                    | |                        |
| 561.9    | Житловий будинок № 29 | А              | 1953                                                                    | |                        |
| 561.10   | Житловий будинок № 33 | А              | 1899                                                                    | |                        |
| 561.11   | Житловий будинок № 34 | А              | Кін. XIX — поч. XX ст.                                                  | |                        |
| 561.12   | Житловий будинок № 36 | А              | 1951                                                                    | |                        |
| 561.13   | Житловий будинок № 39-б | А              | 1888, 1941                                                              | |                        |
| 561.14   | Житловий будинок № 40 | А              | 1912                                                                    | |                        |
| 561.15   | Житловий будинок № 41 | А              | 1901                                                                    | |                        |
| 561.16   | Житловий будинок № 42 | А              | 1938                                                                    | |                        |
| 561.17   | Житловий будинок № 44 | А              | 1898—1899                                                               | |                        |
| 561.18   | Житловий будинок № 48 | А              | 1949—1951                                                               | |                        |
| 561.19   | Житловий будинок № 50/23 | А              | 1907                                                                    | |                        |
| 561.20   | Житловий будинок № 56 | А              | 1900                                                                    | |                        |
| 561.21   | Житловий будинок № 63 | А              | Кін. XIX ст.                                                            | |                        |
| 561.22   | Житловий будинок № 66—68 | А              | 1899 — поч. 1900-х рр.                                                  | |                        |
| 561.23   | Житловий будинок № 67 | А              | 1952—1957                                                               | |                        |
| 561.24   | Житловий будинок № 69 | А              | Кін. 1930-х рр.                                                         | |                        |
| 561.25   | Житловий будинок № 71/6 | А              | Кін. 1950-х рр.                                                         | |                        |
| 561.26   | Житловий будинок № 92 | А              | 1952                                                                    | |                        |
| 561.27   | Житловий будинок № 98 | А              | 1908—10                                                                 | | Стан аварійний.        |
| 561.28   | Житловий будинок № 106 | А              | Поч. XX ст.                                                             | |                        |
| 561.29   | Житловий будинок № 47 | і              | Поч. XX ст.                                                             | містився Київський загальноміський ревком Січневого повстання |                        |
| 561.30   | Житловий будинок № 37 | і              | Поч. XX ст.                                                             | містився Центральний комітет єврейської культурно-просвітницької організації «Культурна Ліга» |                        |
| 561.31   | Житловий будинок № 27 | А, і           | 1915—1918, 1927—1928                                                    | містилися клуб і музична школа єврейської культурно-просвітницької організації «Культурна Ліга» |                        |
| 561.32   | Житловий будинок № 14 | А, і           | 1910—1912, 1952                                                         | містилися Клуб російських націоналістів, редакція журналу «Українська кооперація», проживав Донець Г. П. |                        |
| 561.33   | Житловий будинок № 90 | А, і           | 1951                                                                    | проживав Амосов М. М. |                        |
| 561.34   | Житловий будинок № 30 | і              | 1906                                                                    | проживав Бабель І. Е. |                        |
| 561.35   | Житловий будинок № 43/16 | А, і           | 1910—1911                                                               | проживав Борохов Б. М. |                        |
| 561.36   | Житловий будинок № 102 | і              | 1967                                                                    | проживав Коновалюк Ф. З. |                        |
| 561.37   | Житловий будинок № 35 | А, і           | 1892—1893, 1963                                                         | проживав Покровський П. М. |                        |
| 561.38   | Житловий будинок № 12 | А, і           | 1881, 1949—1952                                                         | проживав Семадені Б.-О. А. |                        |
| 561.39   | Житловий будинок № 21 | А, і           | Кін. XIX — поч. XX ст.                                                  | проживав Скоропадський П. П. |                        |
| 561.40   | Житловий будинок № 145/1 | і              | 1968                                                                    | проживав Сова А. К. |                        |
| 561.41   | Житловий будинок № 46 | А, і           | 1911—1912                                                               | проживала Яблонська Т. Н. |                        |
| 561.42   | Житловий будинок № 85/87 | і              | 1968                                                                    | проживали відомі діячі культури |                        |
| 561.43   | Житловий будинок № 6 | А, і           | 1952                                                                    | проживали відомі письменники, діячі науки і культури |                        |
| 561.44   | Житловий будинок № 12-б | і              | 1951—1954                                                               | проживали Кавалерідзе І. П., Литвиненко В. Г., Овчинников В. Ф. |                        |
| 561.45   | Житловий будинок № 134 | і              | 1959                                                                    | проживали Сабадиш П. Є., Шестопалов А. В. |                        |
| 561.46   | Житловий будинок («малий пасаж») № 18 | А              | 1911—1912                                                               | |                        |
| 561.47   | Житловий будинок робітників Київської трикотажної фабрики ім. Р. Люксембург № 108 | А              | 1948—1950                                                               | |                        |
| 561.48   | Кінотеатр «Київ» № 19 | А              | 1952                                                                    | |                        |
| 561.49   | Лікарня Київського благодійного товариства № 104 | А, і           | 1909—1910                                                               | працював Трітшель К. Г. |                        |
| 561.50   | Садиба № 17, 17-б | А              | Кін. XIX — поч. XX ст.                                                  | |                        |
| 561.51   | Садиба № 32-а, 32-б | А              | Поч. XX ст.                                                             | |                        |
| 561.52   | Садиба № 60/5 | А              | 1899—1900                                                               | |                        |
| 561.53   | Садиба, вул. Червоноармійська, 23, 23-в, вул. Ш. Руставелі, 24 | А, і           | 1888—1893, 1930-х рр., 1945—1951                                        | містився Київський торговельно-промисловий технікум, де працювали відомі вчені |                        |
| 561.54   | Садиба № 38, 38-б | А, і           | Кін. XIX — поч. XX ст.                                                  | містилася редакція газети «Южная копейка» |                        |
| 561.55   | Садиба № 25 | А, і           | 1897—1901                                                               | містилися Київське шахове товариство, де давав сеанс шахової гри Альохін О. О., редакція журналу «Українська кооперація» |                        |
| 561.56   | Садиба № 10, 10-б | А, і           | 1897—1898                                                               | проживав і працював Бурвассер Г. Х. |                        |
| 561.57   | Троїцький народний будинок Київського товариства грамотності (тепер Київський національний академічний театр оперети) № 53 | А, і           | 1901—02                                                                 | |                        |
| 561.58   | Четверта чоловіча гімназія № 96 | А, і           | 1897—1898                                                               | працювали і навчалися відомі діячі науки і культури |                        |
| 562      | Червонохутірський могильник | а              | 3 тис. до н. е.                                                         | |                        |
| 563      | Шевченка Тараса бульвар | А, і, мб       | XIX—XX ст.                                                              | |                        |
| 563.1    | Будинок Київського виправного арештантського відділення № 27 | А, і           | серед. XIX ст.                                                          | друкувалися перші українські гроші |                        |
| 563.2    | Будинок Ради по вивченню продуктивних сил України (РВПС) АН УРСР (тепер НАН України) № 60 | і              | 1972                                                                    | працювали відомі вчені |                        |
| 563.3    | Готель «Паласт» № 7/29 | А, і           | Кін. XIX— поч. XX ст.                                                   | підписав зречення гетьман Скоропадський П. П., містилися підрозділи Народного комісаріату освіти УСРР, проживали відомі діячі науки і культури, державні діячі |                        |
| 563.4    | Друга чоловіча гімназія № 18 | А, і           | 2-а пол. XIX ст.                                                        | працювали і навчалися відомі діячі науки і культури, громадсько-політичного і державного життя |                        |
| 563.5    | Житловий будинок № 1 | А              | 1886                                                                    | |                        |
| 563.6    | Житловий будинок № 19/2 | А              | Кін. XIX — поч. XX ст.                                                  | |                        |
| 563.7    | Житловий будинок № 48 | А              | 1901—1906                                                               | |                        |
| 563.8    | Житловий будинок № 5 | А, і           | 1909—1911                                                               | містилися редакція і головне бюро часопису «Око» |                        |
| 563.9    | Житловий будинок № 8/26 | і              | 1844—1845                                                               | містилися Український генеральний військовий штаб, відділ культури і мистецтва Міської управи Києва |                        |
| 563.10   | Житловий будинок № 31 | А, і           | 1903                                                                    | містилося правління Київського політехнічного товариства інженерів і агрономів, проживали Маркович Я. М., Трегубов Є. К., в якого зупинявся Франко І. Я. |                        |
| 563.11   | Житловий будинок № 10 | і              | 1950-х рр.                                                              | проживав Клецький Л. М. |                        |
| 563.12   | Житловий будинок № 46 | і              | 1890-х рр.                                                              | проживав Холодний П. І. |                        |
| 563.13   | Житловий будинок № 2 | і              | 1963                                                                    | проживали відомі діячі культури і спорту |                        |
| 563.14   | Житловий будинок заводу «Ленінська кузня» № 58 | А              | 1939                                                                    | |                        |
| 563.15   | Жіноча гімназія Клуссінш М. В. № 23 | А, і           | 1908                                                                    | |                        |
| 563.16   | Перша чоловіча гімназія № 14 | А, і           | 1847—1850                                                               | містилися Генеральне секретарство освіти УЦР, Міністерства народної освіти УНР і Української Держави, Наркомат освіти УСРР, Всенародна бібліотека України, установи УАН—ВУАН—АН УРСР, навчалися, працювали і проживали відомі діячі науки, освіти, культури, громадсько-політичного і державного життя |                        |
| 563.17   | Садиба аптекаря Фроммета М. Д., бульв. Т. Шевченка, 36, 36-а, 36-б, вул. М. Коцюбинського, 14 | А, і           | 1873, 1882                                                              | проживали Оболонський М. О., Флоринський Т. Д. |                        |
| 563.18   | Садиба дитячих та юнацьких закладів заводу «Ленінська кузня» № 56, 56-а | А              | 1931—1934                                                               | |                        |
| 563.19   | Садиба № 3 | А, і           | 1897—98                                                                 | містилися правління профспілки київських кравців «Голка», Російське генеральне консульство, Російська мирна делегація, працювали відомі політичні діячі |                        |
| 563.20   | Садиба № 22—24 | А, і           | 2-а пол. XIX— поч. XX ст.                                               | проживав Волошин М. О., містилися Київський комерційний інститут, Київський юридичний інститут, Київський інститут народного господарства, Київський інженерно-будівельний інститут, Музично-театральна академія, в яких працювали і навчалися відомі діячі науки, освіти, культури, громадсько-політичного і державного життя, відбулися установчі збори Української партії соціалістів-революціонерів, містився Галицько-Буковинський курінь Січових стрільців                                                                |                        |
| 563.21   | Садиба № 4 | А, і           | кін. XIX— поч. XX ст.                                                   | проживали Бабель І. Е., Городецький Л. К., Івасюк М. І., родина Богрових, містились Український геологічний комітет і Український науково-дослідний геологічний інститут ВУАН, в яких працював Різниченко В. В. |                        |
| 563.22   | Садиба № 12 | А, і, М        | XIX ст.                                                                 | проживали Демидов князь Сан-Донато П. П., Терещенко Н. А., містилися Генеральне секретарство праці УЦР, Міністерства праці УНР та Української Держави |                        |
| 563.23   | Садиба № 34 | А, і           | 1874—75                                                                 | проживали Терещенко І. Н., Терещенко М. І., містилися генеральне секратарство шляхів сполучення УЦР і УНР, Міністерства шляхів сполучення УНР і Української Держави, було обрано Директорію УНР |                        |
| 564      | Шевченка Тараса провулок | А, і, мб       | XIX—XX ст.                                                              | |                        |
| 564.1    | Житловий будинок № 8 | А              | 1905—1907                                                               | |                        |
| 564.2    | Садиба № 8-а | і, М           | XIX—XX ст.                                                              | проживали Шевченко Т. Г. Афанасьєв-Чужбинський О. С., Сажин М. М. |                        |
| 564.2.1  | Пам'ятник Шевченку Т. Г. | М              | 1946                                                                    | |                        |
| 564.3    | Садиба № 13/21, 13/21-б, 13/21-в | А              | Кін. XIX ст.                                                            | |                        |
| 565      | Школа домоводства (Лук'янівська), вул. Тропініна, 10 | А, і           | 1910                                                                    | |                        |
| 566      | Школа УПО та Інтендантське училище МВС СРСР (Київський національний університет внутрішніх справ), пл. Солом'янська, 1 | А              | 1953                                                                    | |                        |
| 567      | Шляхопровід Куренівський залізничний | А              | 1930-і — поч. 1950-х рр.                                                | |                        |
| 568      | Шляхопровід Повітрофлотський | А              | 1956—1958                                                               | |                        |
| 569      | Шляхопровід Протасівський Залізничний | А              | 1954—1955                                                               | |                        |
| 570      | Шляхопровід Солом'янський Залізничний | А              | 1950—1951                                                               | |                        |
| 571      | Шовковична вулиця | а, А, і, мб    | XVIII—XX ст.                                                            | |                        |
| 571.1    | Житловий будинок № 3 | А, і           | 1909—1910                                                               | містилося Головне інженерне управління Військового міністерства Української Держави |                        |
| 571.2    | Житловий будинок № 48 | і              | 1977                                                                    | |                        |
| 571.3    | Житловий будинок № 19 (будинок Ікскюль-Гільденбанда) | А, і           | 1901—1902                                                               | |                        |
| 571.4    | Житловий будинок № 29 | і              | 1973                                                                    | |                        |
| 571.5    | Житловий будинок № 30 | і              |                                                                         | проживав Хмелько М. І. |                        |
| 571.6    | Житловий будинок № 10 | А, і           | 1930-і рр.                                                              | проживали відомі діячі культури |                        |
| 571.7    | Житловий будинок № 26 | і              | 1977—79                                                                 | проживали державні та партійні діячі УРСР |                        |
| 571.8    | Житловий будинок № 36/7 | А, і           | 1914                                                                    | проживали Денисенко В. Т., Наум Н. М., Штокало Й. З. |                        |
| 571.9    | Житловий будинок № 12 | і              | 1900—01                                                                 | містилися науково-дослідні установи ВУАН—АН УРСР з вивчення єврейської культури, в яких працювали відомі вчені |                        |
| 571.10   | Житловий будинок працівників Київського ковбасного заводу № 5 | А, і           | 1940                                                                    | проживав Власов О. В. |                        |
| 571.11   | Житловий будинок співробітників НКВС УРСР № 32—34 | А, і           | 1930—40-і рр.                                                           | проживав Дмитерко Л. Д. |                        |
| 571.12   | Житловий будинок співробітників РНК УСРР № 21 | А              | 1935                                                                    | |                        |
| 571.13   | Особняк Могилевцева С. С. № 17/2 («Шоколадний будиночок») | А, і, М        | 1899—1901                                                               | проживали відомі діячі науки, громадсько-політичного і державного життя | Потребує реставрації.  |
| 571.14   | Особняк Шестакова М. П. № 14 | А              | 1912                                                                    | |                        |
| 571.15   | Садиба Мавриних № 16-а, 16-б | А              | 1911—1914                                                               | |                        |
| 572      | Шоста чоловіча гімназія, вул. Мельникова, 81-а | А, і           | 1912—1913                                                               | в трудовій школі № 61 працював і проживав Васильченко С. В. |                        |
| 573      | Щекавицький могильник | а              | X—XIII ст.                                                              | |                        |
| 574      | Щекавицький печерний монастир, г. Щекавиця | в              | XIV—XVI ст.                                                             | |                        |
| 575      | Юрковицький археологічній комплекс | а              | 3 тис. до н. е., VIII—VII ст. до н. е. , кін. III—I ст. до н. е., X ст. | |                        |
| 575.1    | Безкурганний могильник | а              | X ст.                                                                   | |                        |
| 575.2    | Поселення | а              | 3 тис. до н. е.                                                         | |                        |
| 575.3    | Поселення | а              | VIII—VII ст. до н. е. , кін. III—I ст. до н. е., X ст.                  | |                        |
| 576      | Ярославів Вал вулиця | А, і, мб       | XIX—XX ст.                                                              | |                        |
| 576.1    | Житловий будинок № 1 («Замок барона») | А              | 1895—1897                                                               | | Стан незадовільний.    |
| 576.2    | Житловий будинок № 4 | А              | 1907—1908                                                               | |                        |
| 576.3    | Житловий будинок № 35 | А              | 2-а пол. XIX ст.                                                        | |                        |
| 576.4    | Житловий будинок № 37/1 | А              | 1899                                                                    | |                        |
| 576.5    | Житловий будинок № 10 | і              | 1870-і рр., 1948                                                        | містився готель «Версаль», де утримувалися уряд Української Держави, Антоній (Храповицький) і Євлогій (Георгієвський) |                        |
| 576.6    | Житловий будинок № 28/29 | А, і           | 1898                                                                    | містилася Жіноча гімназія Стельмашенка М. О., проживали відомі діячі науки і культури, громадсько-політичного життя |                        |
| 576.7    | Житловий будинок № 6 | А, і           | 1-а пол. 1880-х рр.                                                     | містилися редакції місячника «Нова громада», газети «Рада», проживав Чупринка Г. А. |                        |
| 576.8    | Житловий будинок № 22 | і              | 1883, 1900—1903, 1940—1941                                              | містилося правління Київського товариства поширення освіти і грамотності, проживав Влизько О. Ф. |                        |
| 576.9    | Житловий будинок № 18 | і              | 1892                                                                    | проживав Льош Ф. О., містився Український штаб партизанського руху |                        |
| 576.10   | Житловий будинок № 9 | А, і           | 1898—1899                                                               | проживав Паустовський К. Г. |                        |
| 576.11   | Житловий будинок № 4/8 | і              | 1959—1961                                                               | проживав Петрицький А. Г. |                        |
| 576.12   | Житловий будинок № 15 (Будинок Сікорського) | і              | 1904                                                                    | проживала родина Сікорських | Стан незадовільний.    |
| 576.13   | Житловий будинок № 15-а | і              | 1972                                                                    | проживали Глушков В. М., Зайцев (Рачада) І. Д. |                        |
| 576.14   | Житловий будинок працівників Наркомату внутрішньої торгівлі УСРР № 19/31 | А, і           | 1935                                                                    | проживали Кисельов В. Л., Пузирков В. Г. |                        |
| 576.15   | Караїмська кенаса № 7 | А              | 1898—1900                                                               | |                        |
| 576.16   | Міське парафіяльне училище ім. Терещенка Н. А. № 40 | А, і           | 1906                                                                    | містилися Українська державна академія мистецтв, Київська артилерійська спецшкола № 13 |                        |
| 576.17   | Особняк № 27 | А              | 1860—1863                                                               | |                        |
| 576.18   | Особняк № 3 | А, і           | 1858—1861, 1878                                                         | проживали Алфер'єв С. П., Штейнгель М. В., містилася Спілка письменників України, працювали відомі письменники |                        |
| 576.19   | Особняк № 5 | А, і, М        | 1859                                                                    | проживали Берло Г. Л., Образцов В. П., Стражеско М. Д. |                        |
| 576.20   | Садиба № 16, 16-б | А              | Кін. XIX — поч. XX ст.                                                  | |                        |
| 576.21   | Садиба № 17, 17-б | А              | 1890, 1911                                                              | |                        |
| 576.22   | Садиба № 21/20, 21-г, 25 | А, і           | Кін. XIX— поч. XX ст.                                                   | в якій містилися гімназія Науменка В. П. та інші навчальні заклади, де працювали і навчалися відомі діячі науки і культури, громадсько-політичного життя, проживали Добровольський Л. П., Ніколаєв В. М., Челпанов Г. І. |                        |
| 576.23   | Садиба № 33, 33-б, 33-в | А, і           | 1875—1913                                                               | містилася гімназія Степовича А. І. |                        |
| 576.24   | Садиба № 36, 36-е, 38, 38-б | А, і           | 1875—1876, 1886—1899                                                    | в якій містилися навчальні заклади Жекуліної А. В., Українське наукове товариство, редакції і контори журналів «Записки Українського наукового товариства в Києві», «Літературно-науковий вісник», «Україна», бюро Товариства для надання допомоги насе- ленню Півдня Росії, яке постраждало від воєнних дій, проживали Волошинов О. Ф., Лотоцький О. Г., Матушевський Ф. П., відбулися установчі збори Української академії наук, розміщувалася редакція газети «Молода гвардія», в якій працювали Маняк В. А., Чорновіл В. М. |                        |
| 576.25   | Садиба № 14-а, 14-б, 14-в, 14-г, 14-д | А, і           | 1908—1911                                                               | містилися редакція «Літературно-наукового вісника», Українське наукове товариство, Державна заслужена академічна хорова капела УРСР «Думка», правління Українського театрального товариства, працювали і проживали відомі діячі культури, громадсько-політичного і державного життя |                        |
| 576.26   | Садиба № 26, 26-б | і              | 1874—1875, 1905                                                         | містилося Київське науково-філософське товариство, проживали Яровий М. М., Яскевич М. І. |                        |
| 576.27   | Садиба № 11, 11-б | А, і           | 1898—1899                                                               | проживав Чорномор-Задерновський Ф. В. |                        |
| 576.28   | Садиба № 13, 13-б | і              | Кін. XIX — поч. XX ст.                                                  | проживали відомі діячі науки і культури |                        |
| 576.29   | Садиба № 32-а, 32-б | А, і           | Кін. XVIII80-х рр.                                                      | проживали відомі діячі науки і культури, громадсько-політичного і державного життя |                        |
| 576.30   | Садиба № 29-а, 29-б | А, і           | 2-а пол. XIX ст.                                                        | проживали Гарденін М. М., Довнар-Запольський М. В. |                        |
| 576.31   | Садиба № 8, 8-б | А, і           | 1899                                                                    | проживали Меллер В. Г., Муравйова О. О. |                        |
| 577      | Ярославська вулиця | А, і, мб       | XIX—XX ст.                                                              | |                        |
| 577.1    | Дитячий єврейський притулок № 40 | А, і           | 1910                                                                    | |                        |
| 577.2    | Житловий будинок № 8 | А              | 1880                                                                    | |                        |
| 577.3    | Житловий будинок № 10 | А              | 1899                                                                    | |                        |
| 577.4    | Житловий будинок № 13-а | А              | 1-а пол. XIX ст.                                                        | |                        |
| 577.5    | Житловий будинок № 17/22 | А              | 1897                                                                    | |                        |
| 577.6    | Житловий будинок № 19 | А              | Кін. XIX ст.                                                            | |                        |
| 577.7    | Житловий будинок № 21 | А              | 1897                                                                    | |                        |
| 577.8    | Житловий будинок № 26 | А              | 1898                                                                    | |                        |
| 577.9    | Житловий будинок № 28 | А              | 1898                                                                    | |                        |
| 577.10   | Житловий будинок № 29 | А              | 1884                                                                    | |                        |
| 577.11   | Житловий будинок № 31 | А              | 1890-і рр.                                                              | |                        |
| 577.12   | Житловий будинок № 35/35 | А              | Кін. XIX ст.                                                            | |                        |
| 577.13   | Житловий будинок № 47 | А              | Поч. XX ст.                                                             | |                        |
| 577.14   | Житловий будинок № 49 | А              | 1893                                                                    | містилася перша міська аптека Києва |                        |
| 577.15   | Житловий будинок № 5/2-а | А, і           | 1892                                                                    | |                        |
| 577.16   | Житловий будинок № 22/23 | А, і           | 2-а пол. XIX ст.                                                        | містились єврейські молитовні заклади |                        |
| 577.17   | Житловий комплекс працівників Дніпровського річкового пароплавства, вул. Ярославська, 30, 32-а, вул. Волоська, 33/32 | А              | 1946—1947                                                               | |                        |